# Love (彫刻)

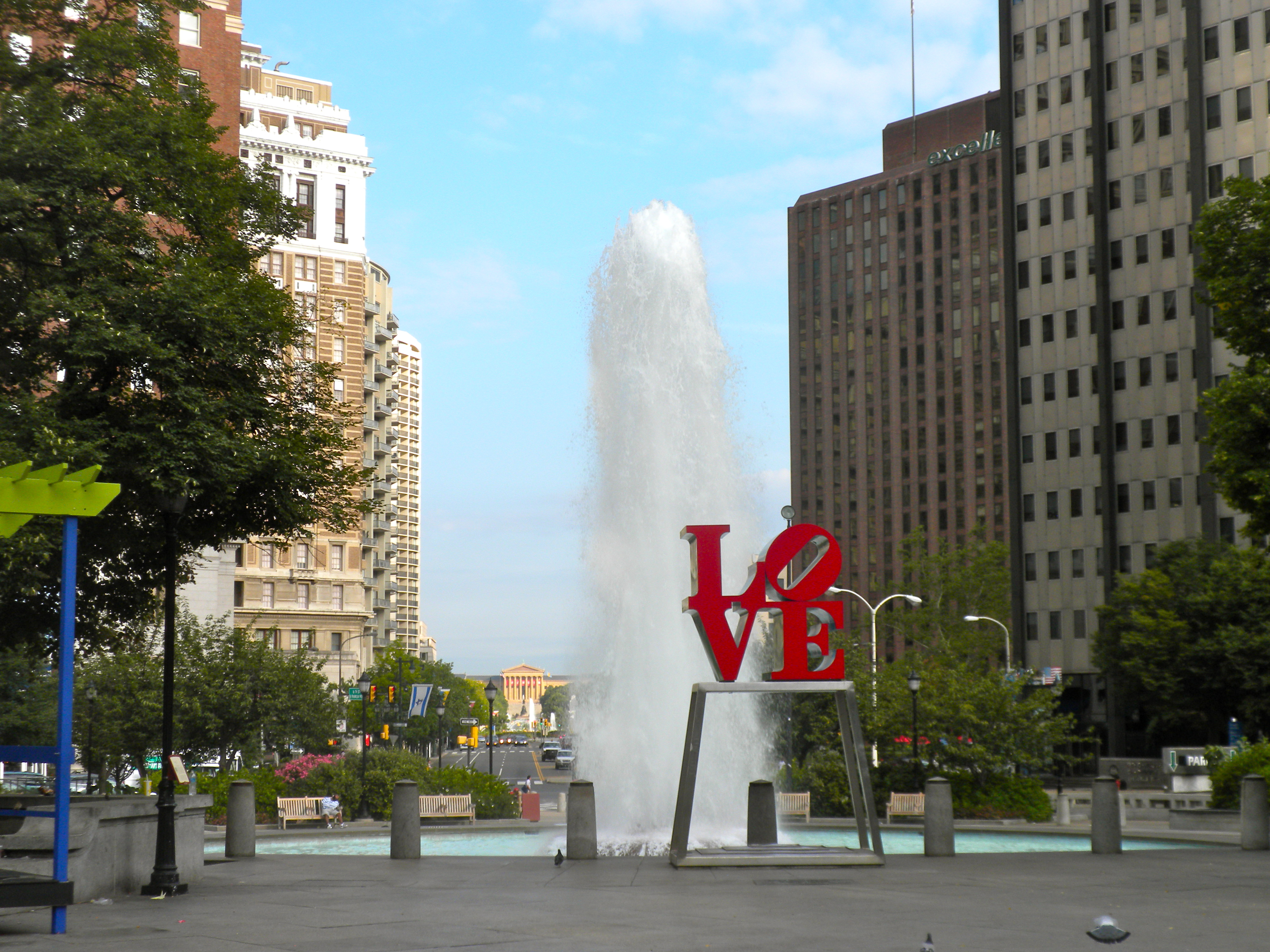
フィラデルフィアにあるLOVEパーク

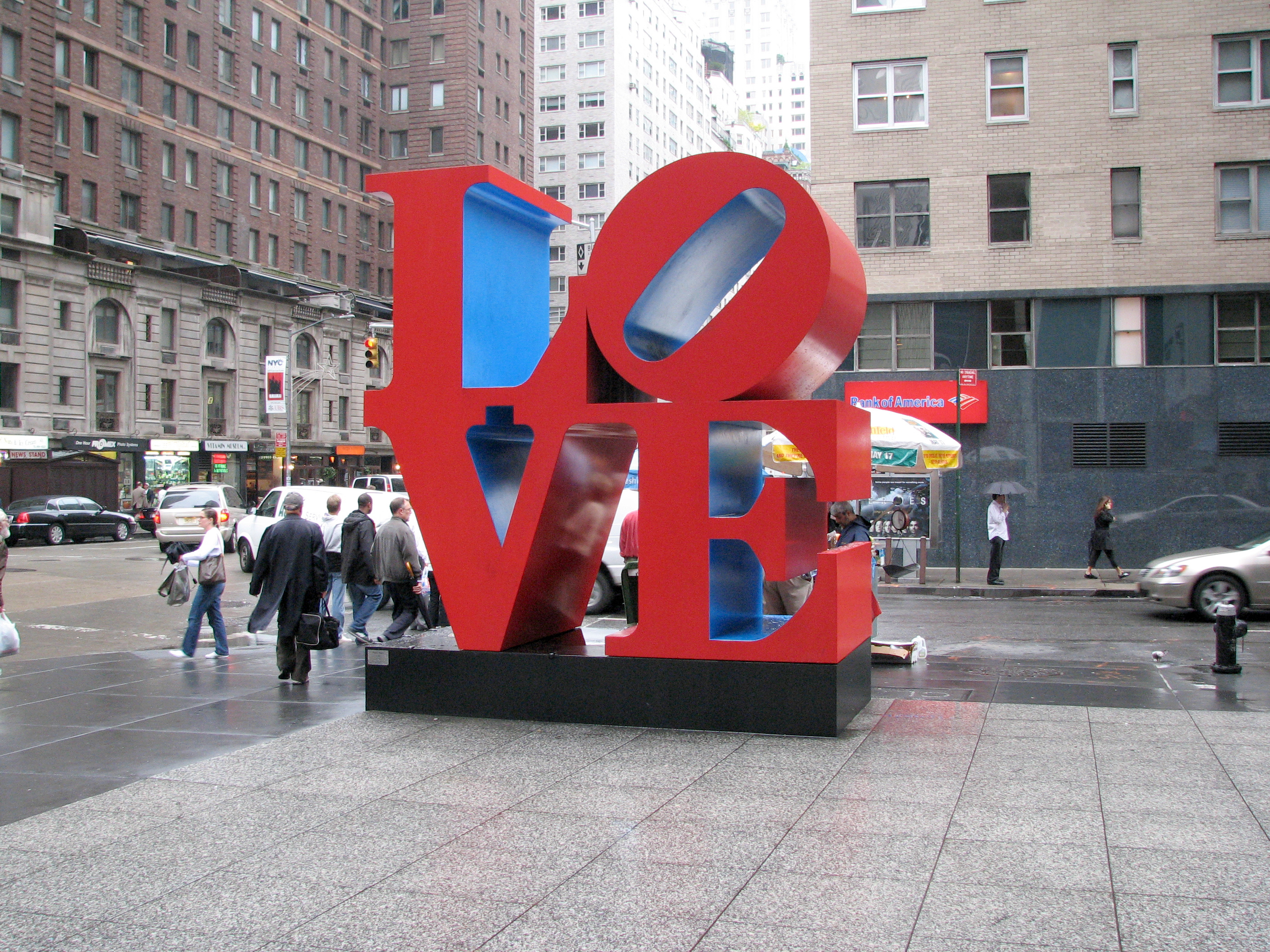
アメリカ合衆国ニューヨーク市の彫刻

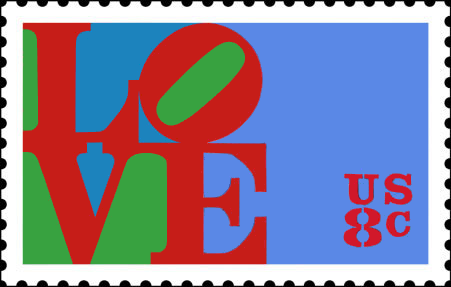
1973年のアメリカ合衆国切手

『LOVE』（ラブ）はアメリカ人芸術家ロバート・インディアナが制作した彫刻作品。「O」が右に傾いた上部の「LO」と下部の「VE」とで構成されている。
『LOVE』のもともとのデザインは、1964年のニューヨーク近代美術館のクリスマスカードである。最初に立体化されたのは1970年のインディアナポリスの『LOVE (en:LOVE (Indianapolis))』で、耐候性鋼で制作されたこの彫刻はインディアナポリス美術館で展示されている。『LOVE』のデザインはさまざまに手が加えられ、世界中で同様の彫刻が多様なヴァージョン、色使いで制作され続けている。

## ヴァージョン
最初の彫刻は英語を用いて制作されたが、後にヘブライ語、中国語、イタリア語、スペイン語を用いたヴァージョンも制作された。
『LOVE』は幾度となく模倣され、パロディーも制作されている。エリック・シーガルの小説『『ラブ・ストーリィ (en:Love Story (novel))』のブックカバーのデザインは『LOVE』がもとになっており、アメリカのテレビ番組『ブリジット・ラヴズ・バーニー (en:Bridget Loves Bernie)』のオープニング・クレジットにも6番街の『LOVE』が使用されている。アメリカ合衆国郵便公社が1973年に発行した8セント切手にも『LOVE』がデザインされている。『LOVE』のパロディとしては、レイジ・アゲインスト・ザ・マシーンのアルバム『レネゲイズ』、オアシスのシングル「リトル・バイ・リトル (en:Little by Little (Oasis song))」、Acen (en:Acen Razvi) のアルバム『75 Minutes』などのジャケットカバーに使用されている。イギリス人芸術家D*Face (en:D*Face) は『LOVE』を「A」が傾いた『HATE』に、ベルギーの芸術家エディ・ハブリエルは「O」が傾いた『LOST』に置き換えた作品をそれぞれ発表している。また、Xboxのゲームソフト『Tony Hawk's Pro Skater 2』には、『LOVE』が展示されているフィラデルフィアのLOVEパークを扱ったステージがあり、ここにはゲームの頭文字をとった『THPS』と読める彫刻が設置されており、後に発売されたゲームの『Tony Hawk's Underground 2』でもこの彫刻が再登場した。
『LOVE』のデザインはスケートボーダーたちに広く支持され、関連雑誌やビデオなどに頻繁に登場している。フィラデルフィアのLOVEパークでスケートボードが禁止されてからは、『LOVE』がスケートボード禁止反対組織のシンボルとして用いられている。
2011年2月14日のグーグルのトップページには『LOVE』をイメージしたバレンタインデーの特別なロゴが表示されていた。